# Szkło kontaktowe
Szkło kontaktowe – telewizyjny magazyn satyryczno-publicystyczny, emitowany na antenie stacji telewizyjnej TVN24 od 25 stycznia 2005 roku.
W programie omawiane są aktualne wydarzenia polityczne, zwykle w dość luźny i swobodny sposób. Wykorzystuje się w nim zarówno charakterystyczne lub nietypowe wypowiedzi polityków, jak i materiały przygotowane przez redakcję oraz produkcje widzów. Według danych AGB Nielsen Media Research dla portalu Wirtualne Media, średnia oglądalność Szkła kontaktowego na przełomie października i listopada 2015 roku wyniosła 500 tys. osób przy udziałach w rynku na poziomie 4,56%.
12 maja 2016 roku, po śmierci Marii Czubaszek, wyemitowano specjalny odcinek programu, w którym wspominano jej osobę. 26 sierpnia 2017 roku zmarł jeden z prowadzących Szkło kontaktowe, pomysłodawca programu Grzegorz Miecugow. 1 września 2017 roku wyemitowano specjalny odcinek, w którym wspominano jego osobę, natomiast rok później, w pierwszą rocznicę jego śmierci odcinek zatytułowany Wspominamy Grzegorza Miecugowa, w którym również go wspominano, jednak nie skupiając się na jego dziennikarstwie w Programie Trzecim Polskiego Radia, jak było to za pierwszym razem. W tym odcinku wzięli udział wszyscy prowadzący i komentatorzy Szkła kontaktowego oraz goście.
Z powodu inwazji Rosji na Ukrainę 24 lutego 2022 roku i nadawania na antenie stacji wydania specjalnego emisja programu została zawieszona. Ostatnie pełne wydanie programu sprzed inwazji zostało wyemitowane 22 lutego, a wznowienie nadawania nastąpiło 12 marca 2022.
O kulisach programu opowiada książka napisana przez Grzegorza Miecugowa i Tomasza Sianeckiego zatytułowana Kontaktowi, czyli szklarze bez kitu. W 2007 roku Newsweek Polska wydał na płytach DVD kolekcję wybranych fragmentów programu. 19 stycznia 2022 miała premierę książka Tomasza Jachimka, pod tytułem No i pogadali. „Szkło Kontaktowe”, gdy gasną kamery.

## Prowadzący

### Obecnie
- Tomasz Sianecki (od 2005)
- Wojciech Zimiński (od 2008)
- Michał Kempa (od 2019)
- Tomasz Jachimek (od 2005)
- Wojciech Fiedorczuk (od 2023)

### Dawniej
- Grzegorz Miecugow (2005–2017)
- Grzegorz Markowski (2008–2024)[9]
- Katarzyna Kasia (2020–2024)[9]

## Komentatorzy

### Obecnie
- Tomasz Jachimek (od 2005)
- Marek Przybylik (od 2005)
- Wojciech Zimiński (od 2005)
- Michał Kempa (od 2016)[10]
- Henryk Sawka (od 2016)
- Katarzyna Kwiatkowska (od 2018)[11]
- Wojciech Fiedorczuk (od 2019)
- Tomasz Sianecki (od 2020)
- Szymon Jachimek (od 2020)[12]
- Kamila Kalińczak (od 2023)[13]
- Marcin Bisiorek (od 2024)[14]
- Aleksandra Przegalińska (od 2024)[15]
- Aleksandra Walczak (od 2024)[16]
- Piotr Gąsowski (od 2025)[17]

### Dawniej
- Kamil Dąbrowa (2008–2011, 2016–2019)[18]
- Andrzej Poniedzielski (2005)
- Ilona Łepkowska (2008–2010)
- Janusz Weiss (2013)
- Maciej Łubieński (2014)
- Maria Czubaszek (2011–2016)
- Krzysztof Miecugow (2018–2019)
- Jerzy Iwaszkiewicz (2010-2021)
- Krzysztof Daukszewicz (2005–2023)[19]
- Robert Górski (2005, 2022–2023)[20]
- Artur Andrus (2005–2023)[21]
- Grzegorz Markowski (2008–2024)[9]
- Katarzyna Kasia (2019–2024)[22][9]

## Kontrowersje
W 2010 roku Jarosław Kaczyński ogłosił, że „Szkło kontaktowe” powinno zostać zdjęte z anteny, gdyż zawsze jedna ze stron dyskusji jest atakowana. Według lidera PiS partia ta jest w sposób „wulgarny i obrzydliwy” obrażana przez satyryczne rozmowy.
15 maja 2023 roku Krzysztof Daukszewicz prowadząc program razem z Tomaszem Sianeckim omawiali w sposób drwiący wypowiedziane w 2022 słowa Jarosława Kaczyńskiego o osobach transpłciowych. Pod koniec programu połączyli się oni z Piotrem Jaconiem, który prowadził tego dnia Dzień po dniu. Nawiązując do słów prezesa PiS, Daukszewicz powiedział: „tego się spodziewałem... a jakiej płci on dzisiaj jest?”. W ostatnich minutach programu zorientował się on, że sytuacja jest niezręczna i stwierdził, że „chyba ja pierdolnąłem głupotę”. Wypowiedziane przez satyryka słowa spotkały się z reakcją prezentera w mediach społecznościowych, którego słowa te dotknęły szczególnie, ze względu na jego zaangażowanie w walce o prawa dzieci transpłciowych. Zdarzenia te były szeroko komentowane przez media, a opinia publiczna szeroko debatowała nad kontekstem i znaczeniem tej sytuacji. W efekcie nieprzychylnych komentarzy kierowanych przez część lewicowo-liberalnych publicystów i mediów, TVN24 zaproponowało Daukszewiczowi występowanie w programie w znacznie okrojonej formule. W związku z atakami na jego osobę i propozycji niezadowalającej dla artysty, po miesiącu od wydarzenia zrezygnował on z dalszego współprowadzenia satyrycznego programu. Na znak solidarności z programu odeszli też Artur Andrus i Robert Górski.

## Oprawa graficzna
Czołówka i wygląd studia od początku emisji programu kilkukrotnie się zmieniały.
| Czas trwania                            | Opis |
| --------------------------------------- | --- |
| od 25 stycznia 2005 do 30 grudnia 2005  | W pierwszej wersji oprawy, czołówka jest najkrótsza. Na granatowym tle, pojawia się logo – w lewej górnej części znajduje się telewizor, a obok niego nazwa programu. Prowadzący i komentujący program siedzą na czarnych fotelach, które umieszczone są na granatowym podeście. Za nimi znajduje się umieszczony w szarej obudowie telewizor, pokazujący logo programu. |
| od 2 stycznia 2006 do 1 lutego 2009     | Kolorem dominującym w czołówce jest czarny. Na ciemnym tle znajdują się przyciski, nad którymi znajdują się napisy, takie jak: SMS, internet, widzowie, telefon i e-mail. Następnie pojawia się logo programu – umieszczony na niebieskiej soczewce stylizowany napis Szkło Kontaktowe. Studio wygląda tak samo, jak w poprzedniej czołówce, lecz telewizor wyświetla nowe logo programu. |
| od 2 lutego 2009 do 8 stycznia 2012     | W czołówce programu pojawiają się zabytki Warszawy – na początku widać Pomnik Fryderyka Chopina w Warszawie, po niej pojawia się pompa ręczna, a na końcu Pałac Kultury i Nauki, następnie przyjeżdża parowóz, którym jadą Grzegorz Miecugow i Tomasz Sianecki, a tuż po nich armata. Jednym z głównych motywów oprawy jest lupa, która znajduje się również w logo. Zmiany nastąpiły również w studiu, które zostało po raz pierwszy wykonane przy użyciu green screena. Utrzymane jest ono w fioletowo-purpurowej kolorystyce, w którym wyeksponowane jest nowe logo. |
| od 9 stycznia 2012 do 22 stycznia 2015  | Tematem przewodnim oprawy jest fabryka. Studio utrzymane w brązowej stylistyce. Na początku czołówki pojawia się maszyna parowa. W następnej sekwencji pojawia się fabryka, w której znajdują się prowadzący program – Grzegorz Markowski przegląda dokumenty, Grzegorz Miecugow rozmawia przez telefon, Wojciech Zimiński pojawia się w telewizorze, a Tomasz Sianecki umieszczony jest w środku kapsuły wypełnionej zielonym płynem. W ostatniej sekwencji czołówki widzimy logo programu – maszynę do pisania, na której wałku znajduje się zielony napis szkło, a litery klawiatury układają się w napis kontaktowe. W podobnej konwencji utrzymane jest również studio. Prowadzący i komentujący program siedzą na fotelach umieszczonych na rdzawym podeście, który jest otoczony balustradą. Za nimi znajduje się logo programu. |
| od 23 stycznia 2015 do 26 sierpnia 2018 | Temat przewodni oprawy nawiązuje do prac M. C. Eschera, w szczególności do litografii Względność z 1953 r. Kolorami dominującymi w oprawie jest różowy i seledynowy. Grzegorz Miecugow rozpoczyna czołówkę, a po zbliżeniu na jego oko, pokazują się inni prowadzący, chodzący po schodach. Następnie, ukazuje się Grzegorz Markowski, który trzyma szklaną kulę. Sekwencja kończy się obraz z kalejdoskopu, zrobiony z profili postaci, następnie pokazuje się logo programu – napis Szkło Kontaktowe, który otoczony jest różowymi i seledynowymi liniami. Studio programu to pomieszczenie, z wieloma drabinami i schodami. Na ścianach umieszczone są zdjęcia, ze zmieniającymi się zdjęciami komentatorów. Wokół prowadzącego i komentującego, unoszą się jasnoniebieskie i różowe kule. |
| od 27 sierpnia 2018 do 5 lutego 2023    | Kolorystyka utrzymana w kolorze niebieskim. W czołówce programu pojawiają się prowadzący programu – Sianecki trzymający szklaną kulę i robiący selfie, Grzegorz Markowski jadący samochodem, Wojciech Zimiński siedzący w fotelu z laptopem na kolanach. Autorem dżingla jest Karim Martusewicz. W studiu za komentatorem i prowadzącym pojawiają się sztalugi z umieszczonymi na nich portretami komentujących. Z prawej strony studia, znajdują się stare telewizory, a obok nich ściana z obrazem przedstawiających prowadzących program Grzegorza Miecugowa i Marię Czubaszek. |
| od 6 lutego 2023 do 8 stycznia 2025     | Tematem przewodnim oprawy jest pralnia. W czołówce pojawiają się prowadzący, którzy wykonują liczne czynności związane z praniem – Katarzyna Kasia wlewa do pralki płyn do prania, Tomasz Sianecki puszcza bańki, Grzegorz Markowski celuje z procy, Michał Kempa prasuje, Wojciech Zimiński czyta gazetę, a Tomasz Jachimek wkłada do pralki marynarkę. W czołówce, jak i w studiu wielokrotnie pojawia się napis „Wolne media” – jedno z głównych haseł protestów przeciwko Lex TVN. Po prawej stronie studia umieszczone są pralki. Za prowadzącym i komentującym program, oprócz profili Jerzego Iwaszkiewicza, Katarzyny Kwiatkowskiej i Tomasza Jachimka, które są wywieszone na prześcieradłach, znajduje się bańka z czarno-białymi zdjęciami Grzegorza Miecugowa i Marii Czubaszek. W nowej wersji podczs rozmów telefonicznych pojawia sie minutnik udający wyświetlacz cyfrowy. Niestety cyfra minut przeskakuje w prawo i w lewo w zależności od szerokości cyfry minut. |
| od 9 stycznia 2025                      | Oprawa studia się nie zmieniła, natomiast czołówka ze względu na dużą rotację prowadzących uległa zmianie. Jej tematem przewodnim nadal jest pralnia, ale dodano nowe wykonywane w niej czynności. Tomasz Sianecki, Michał Kempa, Marek Przybylik, Wojciech Zimiński i Tomasz Jachimek wykonują te same czynności, co w poprzedniej czołówce. Marcin Bisiorek strzepuje ubranie, Katarzyna Kwiatkowska siedzi na pralce, Kamila Kalińczak wlewa płyn do prania, po czym Szymon Jachimek podchodzi z zamiarem zabrania płynu i wylewa go na siebie. Aleksandra Walczak wstawia pranie, Wojciech Fiedorczuk macha, a Aleksandra Przegalińska korzysta z laptopa siedząc w bańce. |